# 몰리 킹
몰리 킹(Mollie King, 1987년 6월 4일 ~ )은 잉글랜드의 가수, 댄서이다. 걸 그룹 더 새터데이스의 멤버이다.